# Yosan-Linie
| Yosan-Linie                | Yosan-Linie                                                                                 |
| -------------------------- | ------------------------------------------------------------------------------------------- |
| ein Zug der Yosan-Linie    |                                                                                             |
| Karte mit roter Yosan-Line |                                                                                             |
| Streckenlänge:             | 297,6 km                                                                                    |
| Spurweite:                 | 1067 mm (Kapspur)                                                                           |
| Stromsystem:               | Takamatsu–Iyoshi: 1500 V =                                                                  |
| Streckengeschwindigkeit:   | Takamatsu–Matsuyama: 130 km/h Matsuyama–Uchiko, Iyo Iwaki–Unomachi: 120 km/h Rest: 110 km/h |
| Zweigleisigkeit:           | Takamatsu–Tadotsu                                                                           |
|                            |                                                                                             |

Die Yosan-Linie (japanisch 予讃線 Yosan-sen) ist eine Eisenbahnstrecke auf der Insel Shikoku in  Japan. Sie ist ein Teil des Liniennetzes der Shikoku Railway Company (JR Shikoku) und verläuft an der nördlichen Seite der Insel und damit an der Seto-Inlandsee entlang. Sie verbindet die Städte Takamatsu (Verwaltungsstadt der Präfektur Kagawa) und Matsuyama (Verwaltungsstadt der Präfektur Ehime) und führt dann weiter bis nach Uwajima.
Die Strecke ist auf den ersten 32,7 km von Takamatsu bis Tadotsu, wo die Dosan-Linie abzweigt, zweigleisig ausgebaut sowie von Takamatsu bis zum Bahnhof Iyoshi (in Iyo) auf 206,0 km mit 1500 Volt Gleichstrom elektrifiziert. 
Das erste Teilstück wurde 1889 in Betrieb genommen. Vor 1988 wurde die Linie Yosan-Hauptstrecke (予讃本線, Yosan-honsen) genannt. Den heutigen Namen erhielt sie anlässlich der Privatisierung der Japanischen Staatsbahn.
Auf dem Abschnitt von Takamatsu bis Utazu wird die Strecke inoffiziell auch als Seto-Ōhashi-Linie bezeichnet, weil von beiden Stationen durchgehende Züge über die zwischen Sakaide und Utazu abzweigende namensgebende Seto-Ōhashi-Brückenverbindung bis Okayama auf Honshū verkehren (Honshi-Bisan-Linie über die Brücke sowie Uno-Linie ab der Station Chayamachi in Kurashiki, beide zur West Japan Railway Company/JR West gehörig). 
Die Güterverkehrsgesellschaft JR Freight befährt die 203,0 km lange Strecke zwischen Takamatsu und Iyo Yokota in Masaki.

## Streckendaten
- Länge: 
  - Takamatsu – Uwajima 297,6 km
  - Mukaibara – Uchiko 23,5 km
  - Niiya – Iyo Ōzu 5,9 km
- Stationen:
  - Personenbahnhöfe: 94 (Bahnhöfe und Haltestellen, auch Bedarfshaltestellen)
  - Güterbahnhof: 1 (Takamatsu Freight Terminal)
- Sicherungssystem: gesamte Linie CTC